# Harapur, Sindhnur
Harapur là một làng thuộc tehsil Sindhnur, huyện Raichur, bang Karnataka, Ấn Độ.